# Narodowe Centrum Badań Jądrowych
Narodowe Centrum Badań Jądrowych – NCBJ – (ang. National Centre for Nuclear Research) powstało 1 września 2011 r. z połączenia dwóch instytutów na mocy rozporządzenia Rady Ministrów. Instytut Energii Atomowej został włączony w struktury Instytutu Problemów Jądrowych, tworząc największy instytut badawczy w Polsce, zatrudniający ponad 1000 pracowników.

## Działalność
Główna siedziba Centrum mieści się w Świerku, dzielnicy Otwocka, 31 km od centrum Warszawy. W Świerku mieści się większość zakładów NCBJ, cztery są zlokalizowane w Warszawie i jeden częściowo w Warszawie i w Łodzi.
W skład NCBJ wchodzi 11 zakładów naukowych, 6 zakładów badawczo-rozwojowych, reaktor jądrowy Maria, dwa laboratoria nie posiadające statusu zakładów naukowych oraz zaplecze administracyjne i transportowe (Zakład Transportu Samochodowego Świerk). Prowadzą one badania w dziedzinach:
- fizyka cząstek elementarnych i promieniowania kosmicznego;
- fizyka jądrowa w szerokim zakresie energii;
- fizyka plazmy gorącej;
- fizyka akceleratorowa;
- badania materiałowe;
- rozmaite techniki pomiarowe, w tym szczególnie budowa detektorów promieniowania;
- elektronika jądrowa.

NCBJ uprawnione jest do prowadzenia studiów doktoranckich w zakresie fizyki doświadczalnej i teoretycznej oraz do nadawania stopni naukowych doktora i doktora habilitowanego w dziedzinie fizyki.
Dzięki projektowi z lat 2009–2015, sfinansowanemu w 85% przez Europejski Fundusz Rozwoju Regionalnego i w 15% przez rządową dotację celową, powstało Centrum Informatyczne Świerk wyposażone w superkomputer, który w czerwcu 2015 r. znalazł się na 155 miejscu na liście Top 500 najszybszych komputerów świata; komputer wypadł z listy w listopadzie 2017 roku.
Częścią NCBJ jest Ośrodek Radioizotopów POLATOM, producent i dystrybutor preparatów izotopowych wykorzystywanych w medycynie, nauce, przemyśle i ochronie środowiska.
Co roku NCBJ odwiedza ok. 7–10 tys. osób – głównie uczniowie, młodzież, studenci w ramach działalności edukacyjnej i dydaktycznej Centrum.

### Kierownictwo[10]
- Agnieszka Pollo – p.o. dyrektora; zastępca dyrektora
- Marcin Kardas – zastępca dyrektora
- Dariusz Socha – zastępca dyrektora
- Grzegorz Krzysztoszek – zastępca dyrektora

## Historia
Narodowe Centrum Badań Jądrowych sięga korzeniami Instytutu Badań Jądrowych, który został powołany do życia 4 czerwca 1955 r. W 1958 r. wyłączono ze struktury Instytutu oddział krakowski, który w 1960 r. stał się samodzielnym Instytutem Fizyki Jądrowej, a w 2003 r. został włączony w skład Polskiej Akademii Nauk. Po śmierci w 1959 r. organizatora i pierwszego dyrektora Instytutu Badań Jądrowych, prof. dr Andrzeja Sołtana, nazwa Instytutu została zmieniona na Instytut Badań Jądrowych im. Andrzeja Sołtana. 1 stycznia 1983 r., na mocy zarządzenia Prezesa Rady Ministrów, Instytut został podzielony na trzy nowe instytuty: Instytut Energii Atomowej, Instytut Problemów Jądrowych oraz Instytut Chemii i Techniki Jądrowej, ten ostatni na bazie dotychczasowego ośrodka na Żeraniu. Ponowne połączenie dwóch pierwszych instytutów nastąpiło 1 września 2011 r.
W 1958 r. w Świerku oddano do użytku radziecki reaktor jądrowy EWA, a w ówczesnym krakowskim oddziale Instytutu pierwszy cyklotron U-120. W 1965 r. uruchomiono maszynę cyfrową GIER. W 1966 r. rozpoczęto budowę reaktora jądrowego Maria, który został uruchomiony w 1974 r. i pracuje do dziś. Również w 1974 r. zainstalowano maszynę cyfrową CYBER. Tymczasem w 1971 r. w ośrodku na warszawskim Żeraniu uruchomiono akcelerator elektronów LAE 13-9.